# Todorka Jordanowa
Todorka Jordanowa, bułg. Тодорка Йорданова (ur. 3 stycznia 1956) – bułgarska koszykarka, reprezentantka kraju, brązowa medalistka olimpijska (1976). 
Uczestniczyła w turnieju eliminacyjnym do igrzysk olimpijskich w Montrealu, podczas którego zdobyła dla swojej drużyny 11 punktów. W turnieju olimpijskim w Montrealu zdobyła brązowy medal olimpijski. Rozegrała pięć spotkań – przeciwko Czechosłowacji (wygrana 67:66), Stanom Zjednoczonym (przegrana 79:95), ZSRR (przegrana 68:91), Japonii (wygrana 66:63) i Kanadzie (wygrana 85:62). W trakcie turnieju zdobyła 21 punktów.